# Zhongshan Sports Center Stadium
Zhongshan Sports Center Stadium – wielofunkcyjny stadion w Zhongshan, w Chinach. Został otwarty w 1991 roku. Jego pojemność wynosi 12 000 widzów. Obiekt był jedną z aren pierwszych piłkarskich Mistrzostw Świata kobiet w 1991 roku. Rozegrano na nim trzy spotkania fazy grupowej turnieju oraz jeden ćwierćfinał.